# Гравитационные стеллажи
Гравитационные стеллажи - тип стеллажного оборудования для складской обработки грузов (хранение, комплектация). Принцип работы данного типа стеллажного оборудования основан на использовании силы тяжести (гравитации) при размещении груза на полке стеллажа имеющую уклон по отношению к горизонту. Под действием силы тяжести (собственного веса) груз перемещается от места установки до места выгрузки. Как правило гравитационные стеллажи имеют блочную структуру: грузы выстраиваются друг за другом по глубине полки внутри одного канала гравитационного стеллажа, который имеет несколько уровней хранения друг над другом.
Преимущества гравитационных стеллажей:
1. Высокая плотность хранения грузов за счет блочной структуры. Объем хранения в равных помещениях с использованием гравитационных стеллажей может быть увеличен на величину до 60%.
2. Разделение зоны погрузки и выгрузки стеллажей. Персонал склада и/или грузоподъемная техника в этих зонах не мешают друг другу и могут работать параллельно.
3. Хранение в гравитационных стеллажах построено по принципу FIFO (первым вошел - первым вышел). Данный принцип выполняется автоматически.
4. Перемещение груза внутри канала гравитационного стеллажа осуществляется автоматически под действием силы тяжести и не требует применения грузоподъемной техники или затрат электроэнергии. В целом требуется меньшее количество единиц грузоподъемной техники по сравнению с традиционными видами стеллажного оборудования (фронтальные стеллажи).

Типы гравитационных стеллажей.
Разделяют два основных типа гравитационных стеллажей:

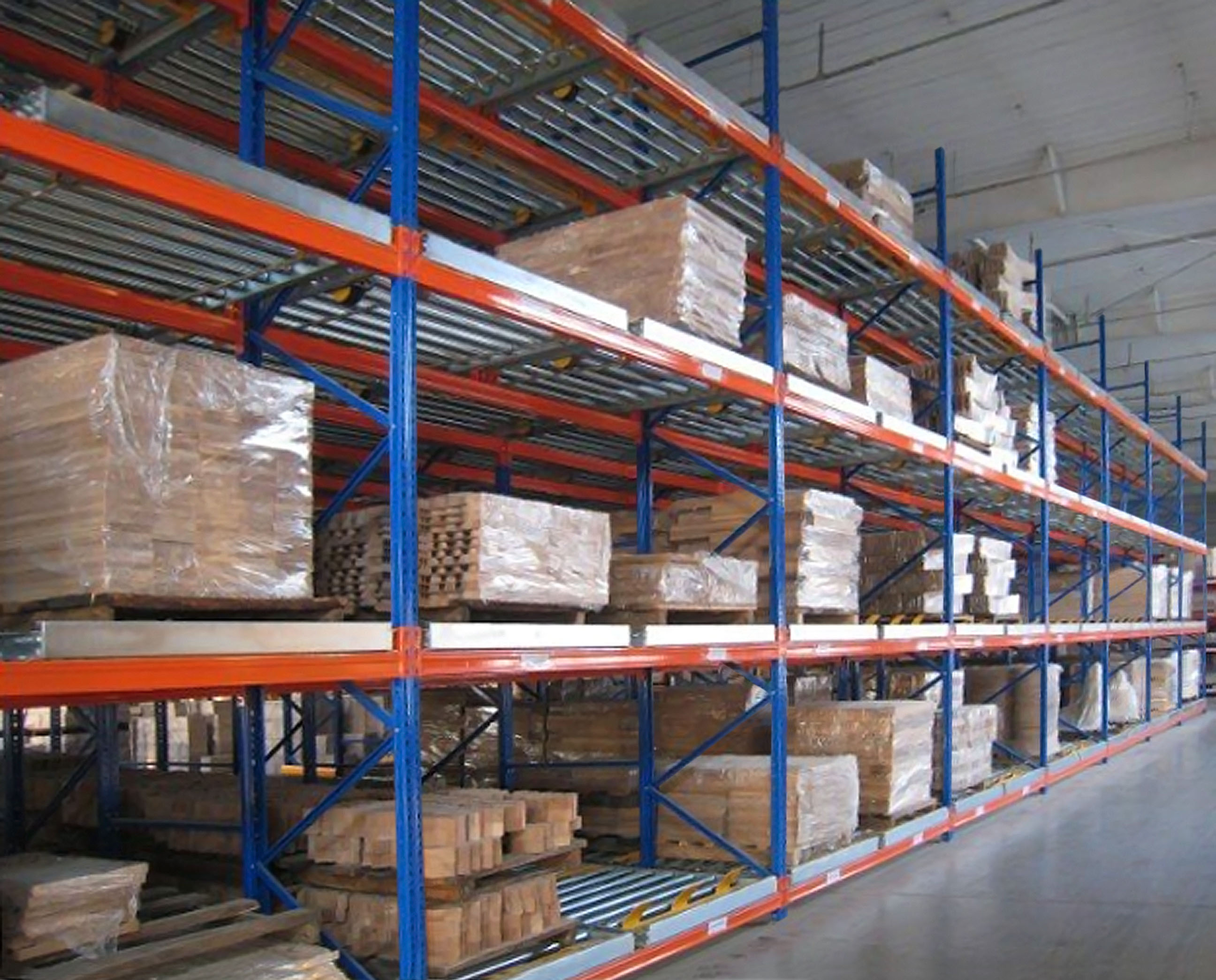
Гравитационный стеллаж для поддонов

1. Гравитационные стеллажи для поддонов (паллет);
2. Гравитационные стеллажи для коробок (полочные).

Конструкция гравитационных стеллажей.

Как правило, гравитационные стеллажи/полки снабжены роликовыми полотнами, на которые устанавливается груз для снижения трения при перемещении груза внутри канала гравитационного стеллажа. Роликовые полотна устанавливаются под уклоном к горизонту: 3-5% для паллетных гравитационных стеллажей (чаще 4%) и 5-7% для полочных гравитационных стеллажей. 
Гравитационные стеллажи для поддонов — это стеллажные системы, которые используются для складирования продукции на роликовых дорожках, которые расположены под углом 3-5% к горизонту.
Данный тип стеллажей имеет широкое применение. Они используются для складирования большого объема товаров при высоком складском обороте в пищевой, косметической, химической и фармацевтической промышленности. Широкое распространение гравитационные стеллажи получили на производственных и накопительно-распределительных складах. Гравитационные стеллажи используют складскую площадь эффективнее, чем фронтальные благодаря отсутствию межстеллажных проходов. На роликовых стеллажах складирование осуществляется по принципу FIFO (первым поступил - первым отгружен). Груз движется по стеллажу к месту выгрузки за счет собственного веса и процесс грузооборота становится в значительной степени автоматизирован. Цилиндрические ролики служат несущими элементами конвейеров, а скорость движения поддонов контролируется тормозными роликами. При загрузке первый поддон останавливается, достигнув упора. Во избежание давления задних поддонов на передней они разделяются системой разделителей нагрузки (сепараторы). Это дает возможность беспрепятственно снимать первый поддон в канале со стеллажа. Гравитационные стеллажи позволяют хранить большое количество груза, используя практически 80% площади помещения склада. Зоны загрузки и разгрузки разделены, за счет чего возрастает производительность труда персонала. При этом для обработки грузов требуется минимальное количество персонала и техники. Гравитационные стеллажи обслуживаются практически любыми моделями штабелеров или погрузчиков. ПАллетные гравитационные стеллажи могут иметь глубину канала до 35 м и более. В этом случае в канале устанавливаются дополнительные сепараторы.  

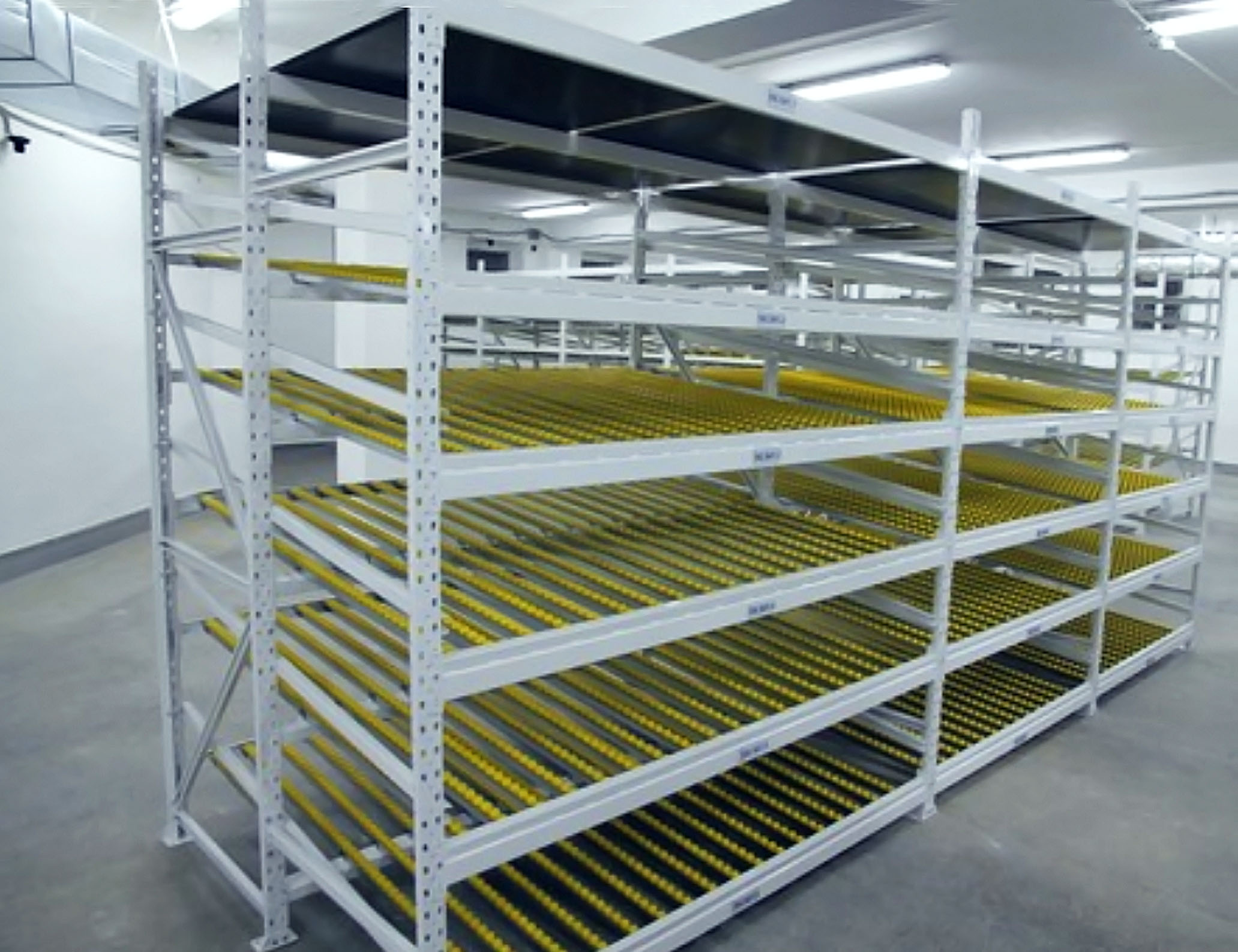
Гравитационный полочный стеллаж

Гравитационные полочные стеллажи построены по тому же принципу, что и гравитационный стеллаж для поддонов. Он состоит из роликовых дорожек, установленных на уровнях стеллажа. Загрузка и выгрузка продукции осуществляется с разных сторон, а роликовые дорожки перемещают груз под действием силы тяжести. Работа осуществляется по принципу FIFO для различных типов объектов складирования (ящики, коробки, пластиковые контейнеры и т.д.). При этом обеспечивается постоянная подача товаров в рабочую зону для комплектации и сборки. В этом случае очень эффективным решением с точки зрения производительности комплектовщика является интеграция  в гравитационный стеллаж конвейерной линии. Другой вариант гравитационных стеллажей работает на основе наклонных плоскостей скольжения, без использования роликов.
В современной практике очень часто встречаются комбинированные решения, например, гравитационные стеллажи для паллет + гравитационные стеллажи для коробок.
Все типы гравитационных стеллажей могут использоваться в работе с автоматическими кранами-штабелерами.